# Plantas móviles de tratamiento de agua

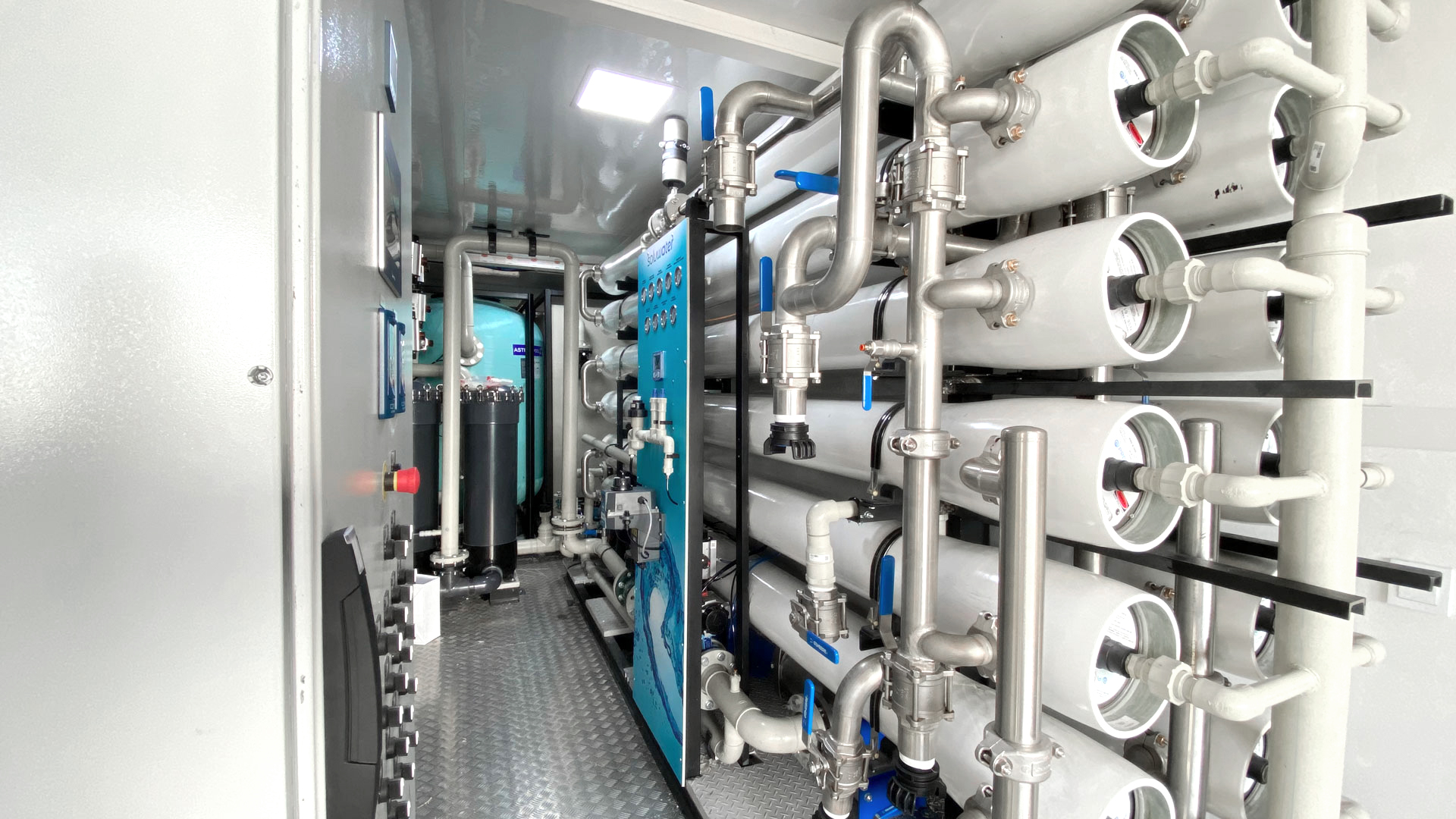
Planta móvil de tratamiento de agua

Las plantas móviles de tratamiento de agua representan sistemas portátiles y complejos diseñados para tratar y purificar el agua en ubicaciones donde el acceso a agua potable es limitado o inexistente. Estos dispositivos son particularmente útiles en situaciones de emergencia, como desastres naturales, o en áreas remotas con infraestructuras de agua potable insuficientes.
Estas plantas emplean diversas tecnologías de tratamiento, como filtración, ósmosis inversa, desinfección ultravioleta, nanofiltración, ozono y radiación ultravioleta, permitiendo la eliminación efectiva de una amplia gama de contaminantes que incluyen bacterias, virus, sedimentos y compuestos químicos.
Empresas como Soluwater, Veolia y Novagric ofrecen servicios de plantas móviles de tratamiento de agua, respondiendo de manera inmediata a situaciones de emergencia hídrica, ya sea por desastres naturales u otras contingencias. Este enfoque de alquiler no solo contribuye a reducir la huella de carbono asociada con la fabricación y transporte de equipos permanentes, sino que también promueve la adaptabilidad y la evolución constante, liberando a la sociedad de la obsolescencia tecnológica.

## Reúso del agua
La reutilización del agua es un proceso que permite utilizar agua tratada para fines que no requieren agua potable. Las plantas de tratamiento de agua móviles facilitan este proceso, especialmente en áreas donde el acceso a agua limpia es limitado.
Este proceso implica la recolección de agua residual de fuentes domésticas, industriales y agrícolas, sometiéndola a un tratamiento para su reutilización. Los usos comunes del agua reutilizada incluyen riego agrícola, riego de paisajes, enfriamiento industrial y recarga de acuíferos.
El proceso de reutilización del agua contribuye a conservar los recursos hídricos, reducir la dependencia de las fuentes de agua dulce y minimizar el impacto ambiental de la descarga de aguas residuales.
Desde 2023, en California (Estados Unidos) se establecen los parámetros y procesos para el suministro de agua regenerada como agua potable gracias a su aprobación en el California Code of Regulation T22.

## Aplicaciones

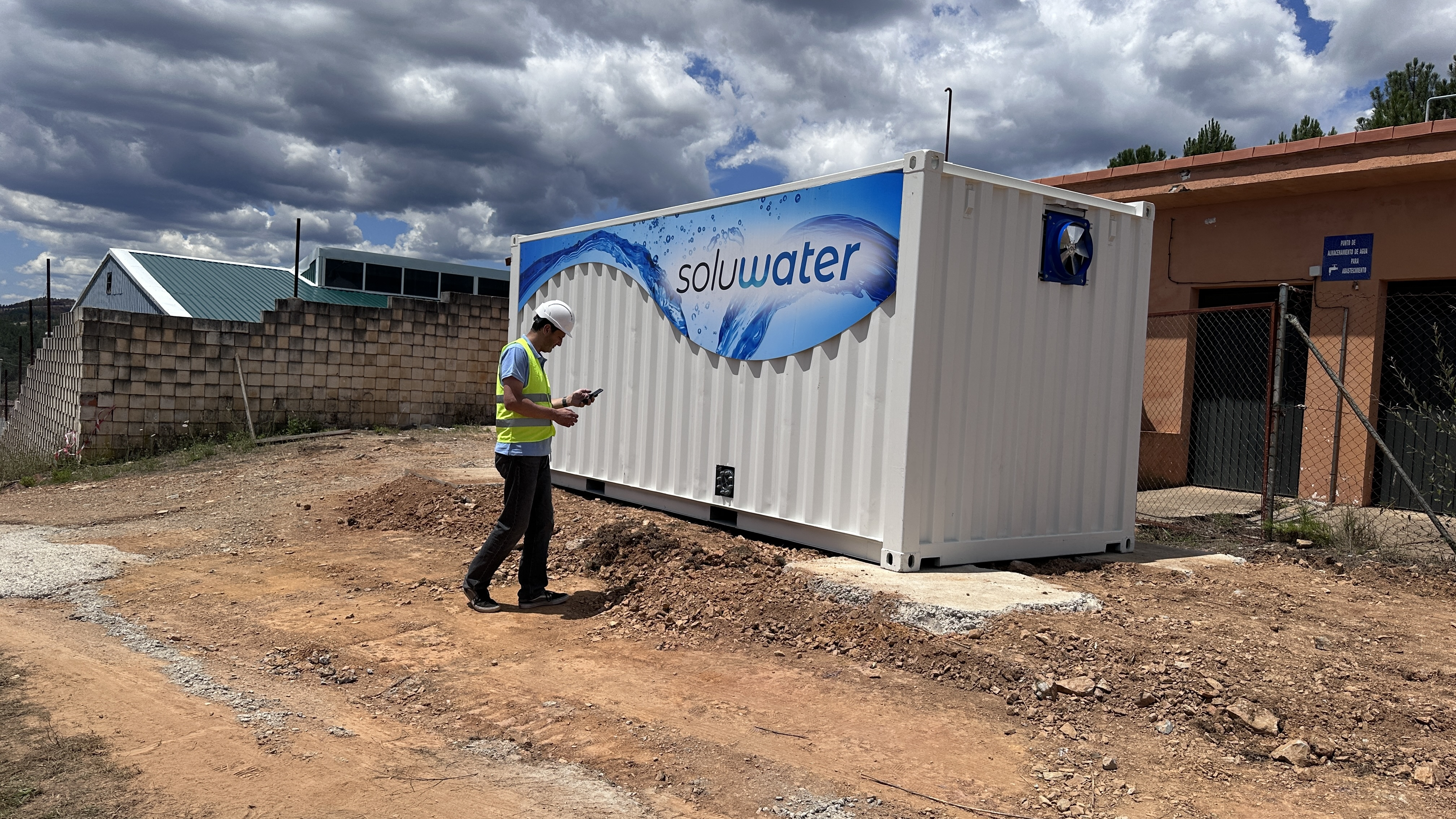
Planta móvil de tratamiento de agua

Las plantas móviles de tratamiento de agua tienen diversas aplicaciones, desde situaciones de emergencia, como desastres naturales, hasta proporcionar agua potable en áreas rurales y remotas con acceso limitado.
Además, estas plantas pueden ser utilizadas en eventos al aire libre, como festivales y conciertos, para proporcionar agua potable a los asistentes. Cada vez es más extendido ver este tipo de plantas dentro de contenedores marítimos para facilitar su transporte. La reutilización del agua y las plantas de tratamiento de agua móviles son soluciones efectivas para la gestión sostenible del agua. Al permitir el uso seguro de aguas residuales tratadas y proporcionar acceso a agua limpia en áreas remotas, estas tecnologías pueden desempeñar un papel crucial en la mitigación de la escasez de agua y la promoción de la sostenibilidad ambiental.
Además, estas plantas son utilizadas en eventos al aire libre, como festivales y conciertos, para proveer agua potable a los asistentes. La inclusión de este tipo de plantas en contenedores marítimos facilita su transporte. La reutilización del agua y las plantas de tratamiento de agua móviles representan soluciones para la gestión sostenible del agua al permitir el uso seguro de aguas residuales tratadas y proporcionar acceso a agua limpia en áreas remotas, desempeñando así un papel en la mitigación de la escasez de agua y la promoción de la sostenibilidad ambiental.

## Incendio en Pinofranqueado

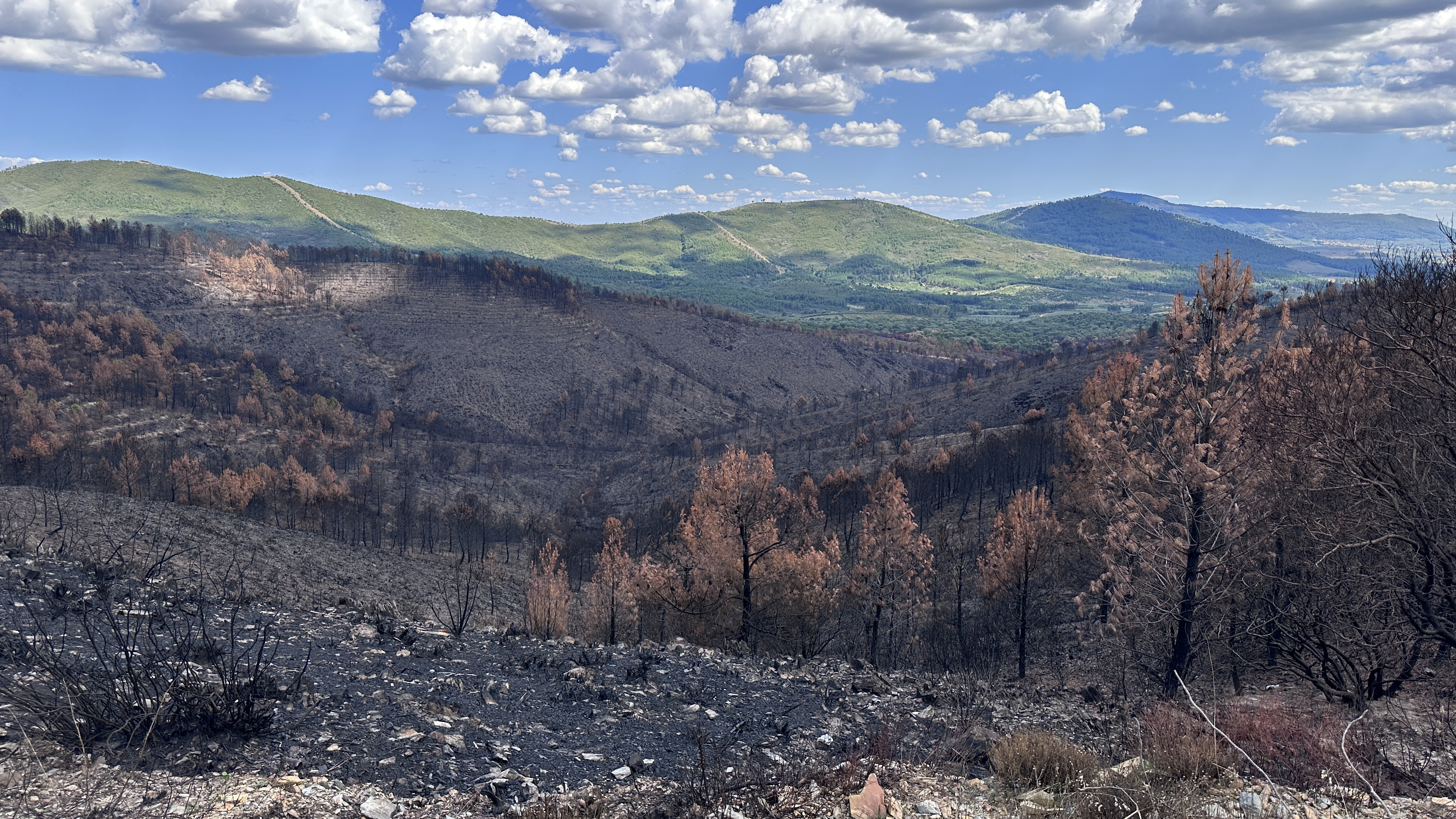
Incendio en las Hurdes: más de 10 000 hectáreas devastadas

Un hito significativo para este tipo de sistemas fue la intervención llevada a cabo por Soluwater en la recuperación del agua potable en la comunidad de Pinofranqueado, Las Hurdes y Sierra de la Gata tras un devastador incendio. El incendio arrasó más de 10 000 hectáreas, produciendo una gran cantidad de cenizas y lodo que contaminaron el suministro de agua en Pinofranqueado y sus aldeas.
El agua se volvió turbia y con un pH alterado debido a la ceniza alcalina, poniendo en riesgo la salud pública. Además, las instalaciones existentes resultaron insuficientes para tratar el agua derivada del desastre, requiriendo una solución previa a la planta de la ciudad. En este contexto de emergencia para los 1700 habitantes, una planta de tratamiento de agua móvil de Soluwater alquilada permitió superar el problema de abastecimiento de agua potable en Pinofranqueado.